# بیمارستان شهدا (ایذه)
بيمارستان شهدای شهرستان ایذه بيمارستانی جنرال می باشد. این بیمارستان  در ابتدا به صورت درمانگاه در خیابان طالقانی  تاسیس شده بود که به سالهای قبل از 1347 برمیگردد.  در سال 1347 با اضافه شدن بخش زایمان، درمانگاه وقت به زایشگاه تغییر نام داد. مرکز درمانی تا سال 1358 به همین صورت فعالیت می کرد؛ نهایتا سال 1358 رسما به صورت بیمارستان عمومی با نام"بیمارستان 17 شهریور" با 4 بخش اصلی داخلی، کودکان، جراحی و زایشگاه  زیر نظر دانشگاه علوم پزشکی اهواز شروع به فعالیت کرد.
بيمارستان كنوني در سال 1382، با اهدا زمین ساخت توسط يكي از افراد خير و ساخت آن توسط دانشگاه علوم پزشکی  به بهره برداري رسيد.
اين بيمارستان داراي 150 تخت مصوب و 123 تخت فعال مي باشد.
هم اکنون این بیمارستان دارای بخش‌های جراحی عمومی، ICU,CCU، ارتوپدی، ارولوژی، اطفال، جراحی زنان و زایمان، چشم پزشکی، داخلی، داخلی اعصاب(نورولوژی)، ، ENT، نوزادان، اتاق عمل، تالاسمی، اورژانس، دیالیز، لیبر و دیگر واحدهای پاراکلینیکی و درمانگاهی می‌باشد.